# Helena Rojo
Helena Rojo (* 18. August 1944 als María Elena Enríquez Ruiz in Mexiko-Stadt; † 3. Februar 2024 ebenda) war eine mexikanische Schauspielerin.

## Leben und Karriere
Helena Rojo absolvierte in den 1960er-Jahren eine Schauspielausbildung und arbeitete nebenbei als Model, ihren ersten Film drehte sie 1968. Anfang der 1970er-Jahre spielte sie die Rolle, für die sie im deutschsprachigen Raum am bekanntesten ist: In Aguirre, der Zorn Gottes von Werner Herzog verkörperte sie an der Seite von Klaus Kinski die weibliche Hauptrolle der willensstarken Mätresse Inés de Atienza. Anschließend spielte Rojo hauptsächlich in mexikanischen Film- und Fernsehproduktionen, mit wenigen Ausnahmen – etwa der Film Tödliches Inselparadies von 1975, in dem sie an der Seite von Charlotte Rampling, Peter O’Toole und Max von Sydow auftrat. Rojo spielte in den Kinofilmen wichtiger mexikanischer Regisseure wie Felipe Cazals, Arturo Ripstein, Rafael Corkidi und Jorge Fons. 1972 gewann sie den wichtigsten mexikanischen Filmpreis Premio Ariel für ihren Auftritt in dem Film Fin de fiesta, 1992 war sie ein weiteres Mal für ihre Rolle in dem Krimi Muerte ciega nominiert.
Rojo übernahm bereits 1973 mit Extraño en su pueblo ihre erste Hauptrolle in einer Telenovela. Ab den 1980er-Jahren fokussierte sie sich auf Rollen in Telenovelas und war bis zu ihrem Tod eine vielbeschäftigte Darstellerin mit zahlreichen Haupt- und Nebenrollen in mexikanischen Serien. Insgesamt umfasst ihr filmisches Schaffen zwischen 1968 und 2023 mehr als 80 Film- und Fernsehproduktionen.
Helena Rojo war in zweiter Ehe mit Benjamín Fernández verheiratet und hat drei Kinder sowie einen Stiefsohn. Sie starb im Februar 2024 im Alter von 79 Jahren.

## Filmografie (Auswahl)
- 1968: Los amigos
- 1972: Aguirre, der Zorn Gottes
- 1972: El payo – un hombre contra el mundo!
- 1973: Los cachorros
- 1973: Extraño en su pueblo (Fernsehserie, 190 Folgen)
- 1975: Das Haus im Süden (La casa del Sur)
- 1975: Más negro que la noche
- 1975: Mary, Bloody Mary
- 1976: Tödliches Inselparadies (Foxtrot)
- 1978: Die Kinder von Sanchez (The Children of Sanchez)
- 1984: La traición (Fernsehserie, 120 Folgen)
- 1988: Don’t Panic
- 1992: Las secretas intenciones (Fernsehserie, 80 Folgen)
- 1995–1996: Retrato de familia (Fernsehserie, 90 Folgen)
- 1998–1999: El privilegio de amar (Fernsehserie, 154 Folgen)
- 2003: Amor real (Fernsehserie, 95 Folgen)
- 2005: Peregrina (Fernsehserie, 100 Folgen)
- 2005–2006: Ugly Betty (Fernsehserie, 2 Folgen)
- 2006–2007: Mundo de fieras (Fernsehserie, 120 Folgen)
- 2008–2009: Cuidado con el ángel (Fernsehserie, 173 Folgen)
- 2009: Borderline
- 2009–2010: Corazón salvaje (Fernsehserie, 135 Folgen)
- 2012: Por ella soy Eva (Fernsehserie, 150 Folgen)
- 2014: El color de la pasión (Fernsehserie, 102 Folgen)
- 2016: Corazón que miente (Fernsehserie, 68 Folgen)
- 2016–2017: La candidata (Fernsehserie, 62 Folgen)
- 2019: El corazón nunca se equivoca (Fernsehserie, 26 Folgen)
- 2023: Tödliche Einladung (Invitación a un Asesinato)